# Verchne Vodjane
Verchne Vodjane, česky dříve Vyšní Apša nebo Apša Vyšní či Horní Apša, ukrajinsky Верхнє Водяне, maďarsky Felsőapsa, rumunsky Apșa de Sus, je obec ve velkobočkovské venkovské komunitě, v okrese Rachov, v Zakarpatské oblasti Ukrajiny. Osadou obce Verchne Vodjane je Strymba. V roce 2025 zde žilo 5272 obyvatel; v celé obci pak  6612 obyvatel.

## Místní části
- Vyšnij  Tjuhaš, ukrajinsky Вишній Тюгаш
- Nyžnij Tjuhaš, ukrajinsky Нижній Тюгаш
- Tjuhaš, ukrajinsky Тюгаш
- Rika, ukrajinsky Ріка

## Historie
První písemná zmínka o obci pochází z roku 1406. Do uzavření Trianonské smlouvy byla obec součástí Uherska, poté byla (pod názvem Apša Vyšní) součástí Československa. V roce 1921 zde stálo 1112 domů a žilo 5592 obyvatel. Od roku 1945 byla obec součástí Ukrajinské sovětské socialistické republiky, která byla součástí Sovětského svazu; nakonec od roku 1991 je součástí samostatné Ukrajiny.

### Historické názvy obce
1387: Felsewabsa, 1390: Felsewapsa, 1403: utraque Apcha, 1406: superior Apcha, 1415: Felsew-Apsa, 1480: Felseo-Apsa, 1725: Felső Apsa, 1773: Superior Apsa, Felső Apsa, Apsa dgye Szusz, Apsu Verchnyu, 1808: Apsa (Felső-), Apsa dgye szusz, 1828: Apsa (Felső), Werchnya Apsu, 1838: Felső-Apsa, 1851: Felső-Apsa, 1877: Apsa (Felső-), 1913: Felső Apsa, 1925: Horní Apša, Vyžni Apša, Vyšní Apša, 1930: Apša Vyšni,1944: Felsőapsa, Вышня Апша, 1983: Верхнє Водяне, Верхнее Водяное.